# 키코 루레이로
키코 루레이로(Kiko Loureiro, 본명 페드로 헨리케 루레이로(Pedro Henrique Loureiro))는 브라질 밴드 앙그라의 기타리스트이다. 그는 밴드가 만들어진 지 2년 뒤인 1993년에 리드 기타 담당으로 들어왔으며 지금까지 밴드의 일원으로서 활동하고 있다.
키코는 유로비트 중진급 레이블인 A Beat-C 의 객원 프로듀서 겸 보컬이기도 하였는데, 토마스 마린이나 마티오 세티의 노래에 피쳐링하기도 했다. 그리고 A Beat C의 콘서트나 쇼케이스에서는 기타반주를 맡기도 하였다.
현재는 메가데스의 리드 기타 포지션을 담당하고 있다.